# Eugen Gaessler
Eugen Otto Gaessler (* 21. Dezember 1897 in Hochdorf an der Enz; † 18. Februar 1984 in Konstanz) war ein deutscher Mediziner. Er war ab 1929 Leiter der öffentlichen Geburtshilflich-gynäkologischen Poliklinik Dresden und ab 1932 Professor.

## Leben
Gaessler beendete 1916 mit dem Erwerb des Reifezeugnisses das Realgymnasium in Stuttgart und leistete zwischen August 1916 und Januar 1919 Kriegsdienst im Württembergischen Fußartillerie-Regiment Nr. 13. Anschließend begann er im Februar 1919 ein Studium der Medizin, welches er an den Universitäten in München und Tübingen absolvierte. Seit dem Sommersemester 1919 war er Mitglied der Studentenverbindung AV Igel Tübingen. Nachdem er im Herbst 1922 seine Approbation erhalten hatte, promovierte Gaessler 1923 in Tübingen mit einer Arbeit Zur Symptomathologie und Pathogenese der Addison’schen Krankheit.
In der Folge war er an der Staatlichen Frauenklinik zu Dresden tätig und wurde 1929 Leiter der Geburtshilflich-gynäkologischen Poliklinik Dresden. 1932 folgte die Ernennung zum Professor. Nach einem Wechsel nach Stuttgart war Eugen Gaessler ab 1935 selbstständig sowie ab 1937 Chefarzt der Frauenklinik des Wilhelmhospitals Stuttgart.
1939 wurde er als Sanitätsoffizier der Reserve zum Heeres eingezogen und gelangte während des Zweiten Weltkrieges in britische Gefangenschaft. Gaessler wurde 1949 entnazifiziert.